# گیل نورتون
 گیل نورتون (انگلیسی: Gale Norton؛ زادهٔ ۱۱ مارس ۱۹۵۴) یک سیاست‌مدار اهل ایالات متحده آمریکا است.